# 巴格达圆城
33°20′55.68″N 44°20′7.03″E / 33.3488000°N 44.3352861°E

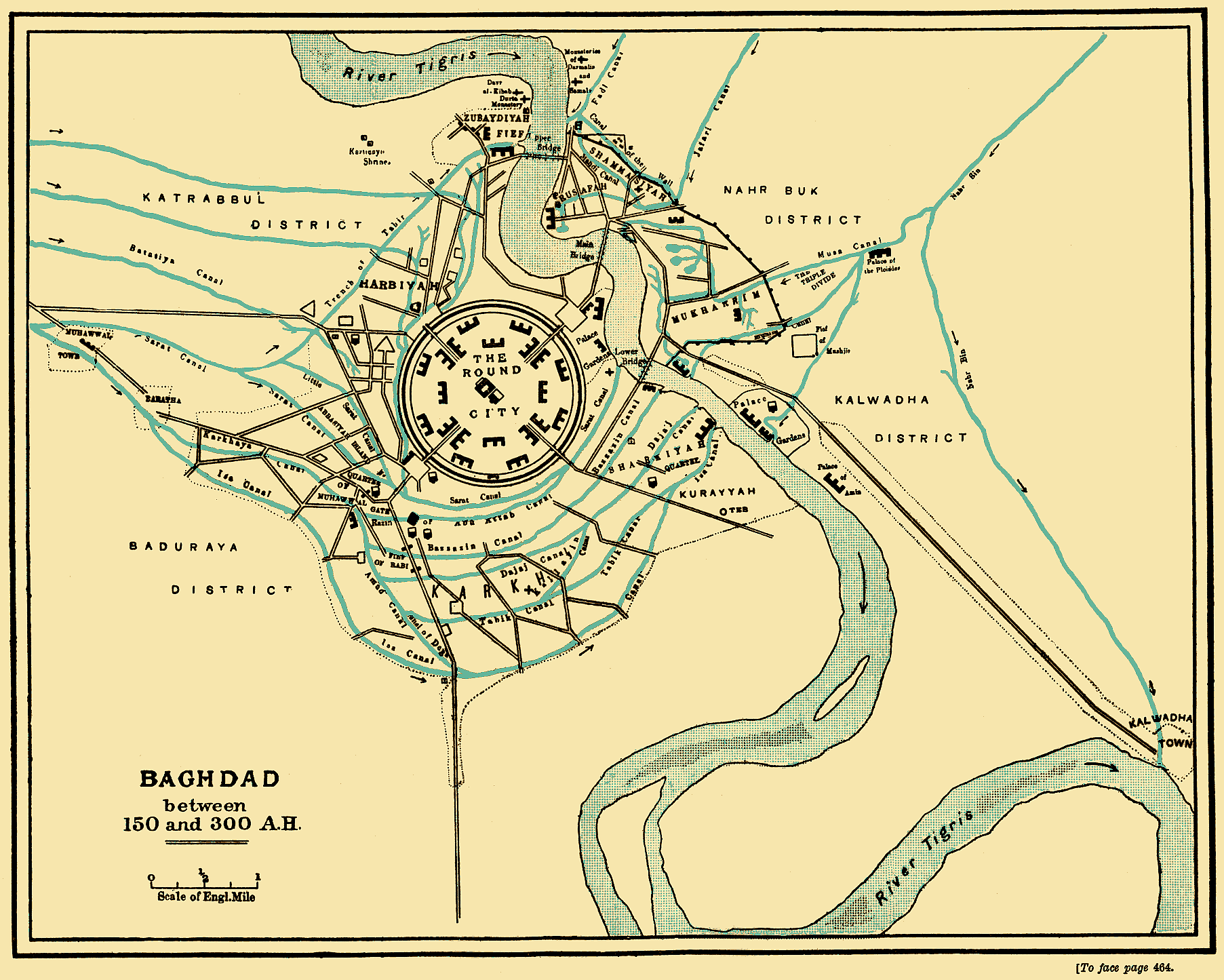
巴格达圆城

巴格达圆城（Round city of Baghdad，官方名称为和平之城，阿拉伯语：مدينة السلام/Madīnat as-Salām）是一个在巴格达西部的古老城市，由阿拔斯哈里发曼苏尔於762年至766年建立为阿拔斯王庭所在地。著名的图书馆智慧之家便位于城中。

## 描述

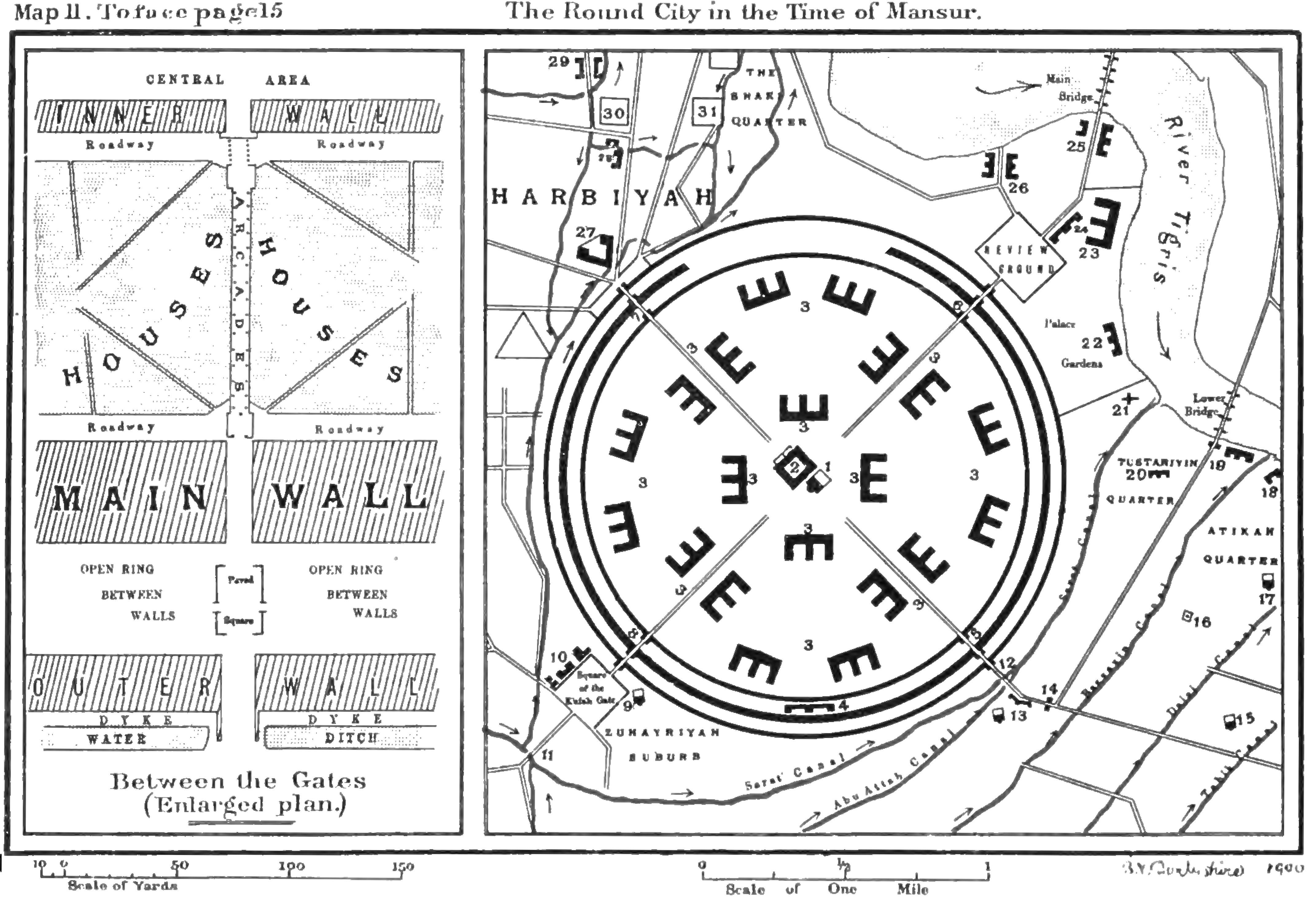

762年7月30日，阿拔斯哈里发曼苏尔决定营建巴格达圆城，并将新都营建工程交予巴尔马克家族监督。曼苏尔坚信这座即将取代哈里发旧都哈兰的崭新城池，将会是阿拔斯王朝统治下普世伊斯兰帝国最完美的帝都，并说出“这是座由朕所建，注定为朕所住的城市，朕的子孙将在其中统治至永恒”的话语以表示其对新都的钟爱之情。尽管圆城是曼苏尔新建，但是“巴格达”是个前伊斯兰时期就存在的地名，在包括犹太教塔木德在内的前伊斯兰时期文献就被数次提及。
巴格达圆城建成之后便超越了萨珊帝国首都泰西封的地位。这座位于巴格达东南30 km（19 mi）的古都，在637年为穆斯林所控制，在巴格达建成以后迅速衰落而沦为废墟。而另一座于2世纪后逐渐衰落的名城巴比伦，则在巴格达南方90 km（56 mi）处。
新都营建之前的巴格达是一个小村庄，虽然村名“巴格达”是古波斯语“神之馈赠”之意（bag “神” + dād “馈赠”），但村中的原住民很有可能是操阿拉姆语的纳巴泰人。新都营建后，尽管新巴格达的居民主要操持阿拉伯语，同时其在营建过程中所吸收合并的周边聚落中也无波斯人聚落，却逐渐在民众风貌和城市环境方面充满了波斯风情，这种波斯风貌更多地展现于建成以后的发展过程中，包括了建筑中体现的波斯建筑的强烈影响，城市发展早期设立的波斯人卫戍军团，持续在此研究生活的波斯人学者团队，以及后期起源于波斯地区的统治者（譬如白益王朝）。
该城被设计为一座直径约1km的完美圆形（历史文献关于巴格达圆城的大小并不统一），故而得号“圆城”。该城的原始设计中，城内有一圈居住区并商业区沿城墙布置，呈圆环嵌套的布局，而最终建设中，则在最内部再增加一圈。在圆城的中心位置，布置了哈里发的宫殿、城市的聚礼清真寺以及其卫队营地，而城市中心其他地域的用途至今未明。圆城的布局直接沿袭了萨珊波斯城市的营造传统，相似的布局可见于阿尔达希尔一世营建的古尔城，这座位于法拉什班德的古城遗址同样具有城市分区圆环嵌套、沿着半径向外的放射性大道、神庙宫殿位于城市中心等布局特点。曼苏尔为这座新都延请的两位主要设计者分别是：前祆教徒天文学家纳巴克特和穆斯林天文学家马沙阿拉·伊本·阿塔里。
圆城设有四座大门：库费门（Bab al-Kufa）、沙姆门（Bab al-Sham）、呼罗珊门(Bab al-Khorasan)和巴士拉门(Bab al-Basra)。由曼苏尔建造的哈里发朝宫“库尔德宫”（Al-Khuld）位于呼罗珊门附近，这座城门是呼罗珊驰道的起点。四座大门的设置同样能见于萨珊波斯的达拉布加德圆城和古尔圆城。
圆城遗构现已荡然无存，主要信息均来自文献记载。位于城心的聚礼清真寺和哈里发朝宫，据载，俱深受波斯建筑的影响：聚礼清真寺的礼拜大殿是古波斯朝觐大殿（apadana）样式的柱厅，以大量的木柱支撑平伏的屋顶；哈里发朝宫则沿袭萨珊波斯宫殿建筑的样式，正面设置伊万敞厅，后紧接为穹顶大堂，一如古尔圆城宫殿与萨尔韦斯坦的巴赫拉姆五世宫殿。建筑材料是传统的黏土烧砖，并以芦苇加固，反映了美索不达米亚建筑传统。
城内居民主要为被哈里发迁徙至此的军士家庭，以及大量为追求富贵而逐渐迁居至此的一般平民。城中居民里，阿拉伯移民与本地的纳巴泰人的地位很可能低于来自呼罗珊与河中地区的伊朗移民，这些伊朗人居住在城内西北部的“哈比亚”区（‎），区内划有河畔木鹿城移民聚居的“梅尔夫鲁德城”区（‎）、“弗鲁斯”（法尔斯）移民聚居区、花剌子模移民聚居区、以及一座由布哈拉人捐献的清真寺。城市奠基以后的768年，新任哈里发阿尔·马赫迪自其原任官地雷伊移驾巴格达践祚，引起了第二波波斯人移民潮。这些伊朗移民中，也有诸如巴尔马克家族（来自巴尔赫）与苏利德家族（来自古兰）的伊朗贵族。这些伊朗贵族的后裔自称“阿布那”（‎，abnā），这个称号可能是“国子”（‎，abnāʾ al-dawla）的略称，也可能是沿袭自也门王国的贵族称号，同样源于波斯地区的“阿布那”（abna'）。巴格达城内的波斯人最终于9世纪早期被同化。